# Luiz Azeredo
Luiz Azeredo, né le 10 juin 1976, est un pratiquant brésilien de combat libre. 
En 2005 il rencontra Takanori Gomi à deux reprises sur les rings du PRIDE Fighting Championships. Lors de leur premier match au Pride Bushido 7, Azeredo fut mis KO. Lors du match revanche au Pride Bushido 9, il perdit à la décision des juges. Connu pour son style spectaculaire, il a notamment été comparé à ses glorieux coéquipiers Wanderlei Silva et Mauricio Rua
Il s'entraine avec l'académie brésilienne de la Chute Boxe.

## Palmarès en MMA (Mixed Martial Arts)
| 11 victoires (4 (T)KOs, 4 soumissions, 3 décisions), 6 défaites (2 (T)KOs, 4 décisions), 0 égalité. |                      |                         |                                     |            |       |       |
| Résultat                                                                                            | Adversaire           | Méthode                 | Nom de l'évènement                  | Date       | Round | Temps |
| Win                                                                                                 | Paul Daley           | Decision (Unanimous)    | CR 19-Fearless                      | 12/9/2006  | 3     | 5:00  |
| Loss                                                                                                | Joachim Hansen       | KO (Knee)               | PRIDE-Bushido 10                    | 4/2/2006   | 1     | 7:09  |
| Loss                                                                                                | Takanori Gomi        | Decision (Unaminous)    | PRIDE-Bushido 9                     | 9/25/2005  | 2     | 5:00  |
| Win                                                                                                 | Naoyuki Kotani       | KO (Punch)              | PRIDE-Bushido 9                     | 9/25/2005  | 1     | 0:11  |
| Loss                                                                                                | Takanori Gomi        | KO (Punches)            | PRIDE-Bushido 7                     | 5/22/2005  | 1     | 3:46  |
| Win                                                                                                 | Luiz Firmino         | Decision (Split)        | PRIDE-Bushido 6                     | 4/3/2005   | 2     | 5:00  |
| Win                                                                                                 | Regiclaudio Queixada | TKO                     | SS 5-Storm Samurai 5                | 11/5/2004  | 2     | 2:23  |
| Win                                                                                                 | Eduardo Simoes       | TKO (Punches and Stomp) | SS 4-Storm Samurai 4                | 8/7/2004   | 1     | 1:36  |
| Loss                                                                                                | Tony DeSouza         | Decision                | Meca 11-Meca World Vale Tudo 11     | 6/5/2004   | 3     | 5:00  |
| Win                                                                                                 | Rodrigo Ruas         | TKO (Punches)           | BSF-Brazil Super Fight              | 9/19/2003  | 1     | 1:26  |
| Win                                                                                                 | Cristiano Marcello   | Submission (Knees)      | Meca 6-Meca World Vale Tudo 6       | 1/31/2002  | 1     | 8:30  |
| Win                                                                                                 | Fabricio Camoes      | Submission (Strikes)    | Meca 3-Meca World Vale Tudo 3       | 11/14/2000 | 2     | 1:36  |
| Loss                                                                                                | Hayato Sakurai       | Decision (Unanimous)    | Shooto-R.E.A.D. 8                   | 8/4/2000   | 3     | 5:00  |
| Win                                                                                                 | Anderson Silva       | Decision                | Meca 1-Meca World Vale Tudo 1       | 5/27/2000  | 2     | 10:00 |
| Loss                                                                                                | Antonio Antonio      | Decision                | Brazil Free Style-The Best Fighters | 5/14/1997  | 1     | 10:00 |
| Win                                                                                                 | Unknown Fighter      | Submission (Strikes)    | Brazil Free Style-The Best Fighters | 5/14/1997  | 1     | 5:18  |
| Win                                                                                                 | Alexandre Alexandre  | Submission (Elbows)     | Brazil Free Style-The Best Fighters | 5/14/1997  | 1     | 1:52  |